# 御庭番
御庭番（おにわばん，又稱御庭番眾），密探的一種，類似當今美國特勤局的功能，躲在幕府將軍、大名城裡或居家附近，負責保護、警戒、偵查的工作。由一群武術比一般密探高強的忍者組成。

## 由來
最早是由德川幕府八代將軍德川吉宗創立。本來伊賀與甲賀兩門忍者爭著在將軍家任職，後來天下太平，忍者探查情報的機能衰退。德川吉宗在擔任將軍之前，是紀州藩藩主，就把紀州藩一些任職側近「薬込役」職務的16名藩士，陸續調入江戶擔任「広敷伊賀者」，之後調動新職，7名改叫「御休息御庭締戸番（おきゅうそくおにわしめどばん）」、9名叫「伊賀御庭番」，與原來的「広敷伊賀者」做區別。之後又把紀州藩擔任「口之者」的1名藩士調入江戶擔任御庭番。總計17名。這17名御庭番，世襲傳承一直延續到戊辰戰爭江戶開城，幕府將軍的統治被明治天皇取代為止。

## 大眾文化
- 神劍闖江湖裡的御庭番眾。
- 銀魂裡的御庭番眾。
- 怪盜喬克中僅出現動畫第20話。
- 暴坊將軍裡的御庭番眾。
- ONE PIECE裡的御庭番眾，為和之國將軍直屬的忍者部隊。